# Ики-Чонос (Целинный район)
Ики́-Чоно́с (калм. Ик-Чонос) — посёлок в Целинном районе Калмыкии. Административный центр Ики-Чоносовского сельского муниципального образования.
Население — 914 человек (2012 год)

## Физико-географическая характеристика

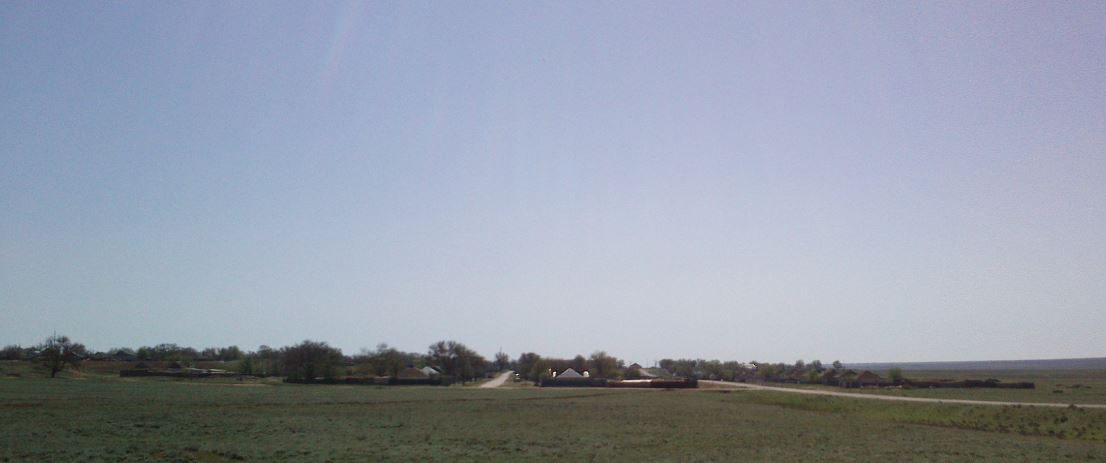
Ики-Чонос

Ики-Чонос расположен в восточной части Ергеней, в долине реки Яшкуль. Средняя высота над уровнем моря — 64 метра. В окрестностях посёлка распространены струйчато-ложбинные светло-каштановые солонцеватые и солончаковые почвы и солонцы (автоморфные), в пойме реки Яшкуль также лугово-каштановые почвы.
Ландшафт местности суббореальный континентальный, сухостепной, смешанного происхождения аккумулятивно-денудационный. Для данного типа ландшафта характерны плосковолнистые, слабонаклонные равнины, с асимметричными балками, оврагами, с западинно-потяжинным микрорельефом, с сельскохозяйственными землями, участками злаковых и полынно-злаковых степей. Территория посёлка расчленена несколькими балками и оврагами. Общий уклон местности с севера на юг. В некоторых местах на территории посёлка выходят на поверхность родники. В 0,6 км к югу от посёлка протекает река Яшкуль. В границах населённого пункта имеется два пруда. Застройка преимущественно одноэтажная.
По автомобильной дороге расстояние до столицы Калмыкии города Элиста (до центра города) составляет 31 км, до районного центра села Троицкое — 18 км (до центра села). Посёлок пересекает автодорога Троицкое — Ялмта (участок Троицкое — Ики-Чонос асфальтирован).
Климат
Климат континентальный, засушливый, с жарким летом и относительно холодной и малоснежной зимой (согласно классификации климатов Кёппена — семиаридный (индекс BSk)). Среднегодовая температура воздуха положительная и составляет + 9,8 °C, среднесуточная температура самого жаркого месяца июля + 24,8 °С, самого холодного месяца января — 5,5 °С. Расчётная многолетняя норма осадков — 322 мм. Наименьшее количество осадков выпадает в феврале и марте (по 17 мм). Наибольшее количество — в июне (43 мм).
| Показатель                    | Янв. | Фев. | Март | Апр. | Май  | Июнь | Июль | Авг. | Сен. | Окт. | Нояб. | Дек. | Год  |
| ----------------------------- | ---- | ---- | ---- | ---- | ---- | ---- | ---- | ---- | ---- | ---- | ----- | ---- | ---- |
| Средний суточный максимум, °C | −2,6 | −1,9 | 4,4  | 16,4 | 24,0 | 28,7 | 31,3 | 30,1 | 23,6 | 14,4 | 6,0   | 0,6  | 14,6 |
| Средняя температура, °C       | −5,5 | −5,2 | 0,6  | 10,7 | 17,6 | 22,4 | 24,8 | 23,7 | 17,7 | 9,6  | 2,9   | −1,9 | 9,8  |
| Средний суточный минимум, °C  | −8,4 | −8,5 | −3,1 | 5,1  | 11,3 | 16,1 | 18,5 | 17,3 | 11,8 | 4,8  | −0,2  | −4,3 | 5,0  |
| Норма осадков, мм             | 23   | 17   | 17   | 21   | 34   | 43   | 35   | 29   | 27   | 22   | 27    | 27   | 322  |
| Источник:                     |      |      |      |      |      |      |      |      |      |      |       |      |      |

## Этимология
Ойконим «Ики-Чонос» производен от этнонима «Ики-Чонос» — названия одного из калмыцких родов (букв. калм. Ики Чонос — большие волки), кочевья которого находись в этой местности.

## История

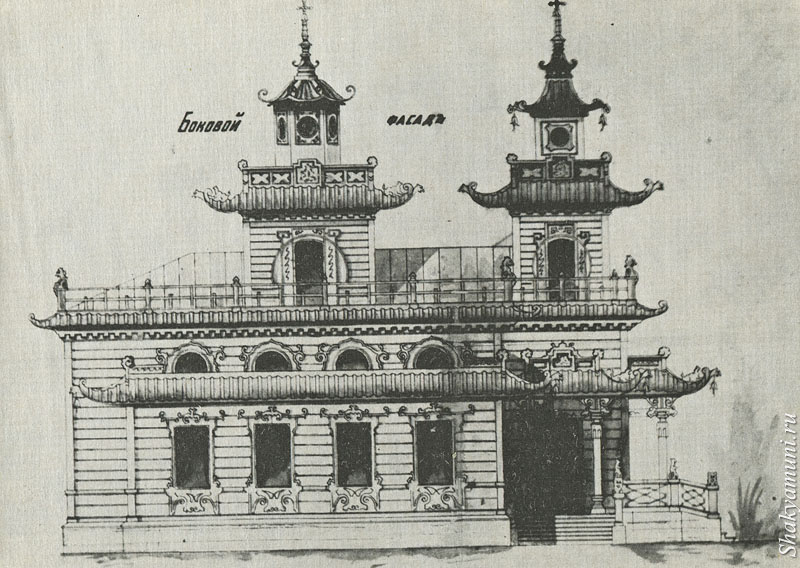
Боковой фасад. Храм в урочище Кецин Булук

Скорее всего, оседлый посёлок основан в начале XX века в связи со строительством в урочище Кецин-Булук Ики-Чоносовского аймака Манычского улуса капитального здания (сюме) Ики-Чоносовского хурула. Здание было построено по проекту архитектора В. Б. Вальдовского-Варганика. Хурул имел официальное название Сампил Норбо. В XIX веке хурул был кочевым. Его прихожанами являлись представители пяти родов «ики-чонос»: ики-чонос, ики-зет-кюбюн, абганер-кюбюн, хашханер, бюдюрмис. Летом хурул кочевал на урочищах Яшкуль, Элистин-Хара-Усн и Бор-Нур.
В 1913 году здесь была открыта аймачная школа. В том же году при аймачном правлении открыта Ики-Чоносовская ссудо-сберегательная касса. С начала 1920-х гг. XX века в посёлке размещался Центральный духовный совет буддистов Калмыцкой автономной области.
В 1922 году аймак и сельский совет переименовываются в Ленинский. В том же году сюда, в урочище Кецин-Булук переезжает буддийская академия Цаннид Чойра (первоначально академия располагалась в урочище Амта-Бургуста Малодербетовского улуса). Главный храм академии вмещал до 2000 человек; в нём находилась статуя Будды в человеческий рост. Помимо сюме, комплекс Цаннид Чойра включал в себя административные, учебные, жилые и подсобные строения. В июле 1923 года в урочище Кецин-Булук состоялся второй съезд буддийского духовенства Калмыкии.
В 1929 году в посёлке было основано первое коллективное хозяйство — колхоз «Герл».
В 1931 году в рамках антирелигиозной кампании Калмыцкий облисполком принял решение о закрытии академии Цаннид Чойра. В 1932 году монахов и учеников школы принудили написать заявление, что они не в состоянии её содержать. В 1933 году облисполком утвердил закрытие школы. Тем не менее, до февраля 1935 года в главном храме (сюме) продолжали совершаться молебны.
Официальное закрытие буддийской религиозно-философской академии Цаннид Чойра было утверждено постановлением ВЦИК от 20 марта 1935 года. Постройки храма были переданы местному Совету. По воспоминаниям старожилов, последние постройки храмового комплекса были разобраны 1967 году.
В годы Великой Отечественной войны посёлок был кратковременно оккупирован.
28 декабря 1943 года население было депортировано по национальному признаку — калмыки. Посёлок, как и другие населённые пункты Троицкого улуса был передан в состав Астраханской области, в 1952 году — в состав Ставропольского края. После депортации и до 1946 года в посёлке никто не проживал. В 1947 году возобновились занятия в школе. В 1948 году было построено новое здание начальной школы. С 1952 года школа стала семилетней.
В 1956 году в посёлок начали возвращаться калмыки. В 1957 году был организован совхоз «Ленинский». К 1960 году посёлок был полностью электрифицирован.
В 1961 году указом Президиума Верховного Совета РСФСР посёлок центральной усадьбы совхоза «Ленинский» переименован в Ленинский.
В 1965 году местная школа стала средней. В 1970 году было открыто новое типовое двухэтажное здание школы.
В 1995 году посёлку присвоено современное название Ики-Чонос.

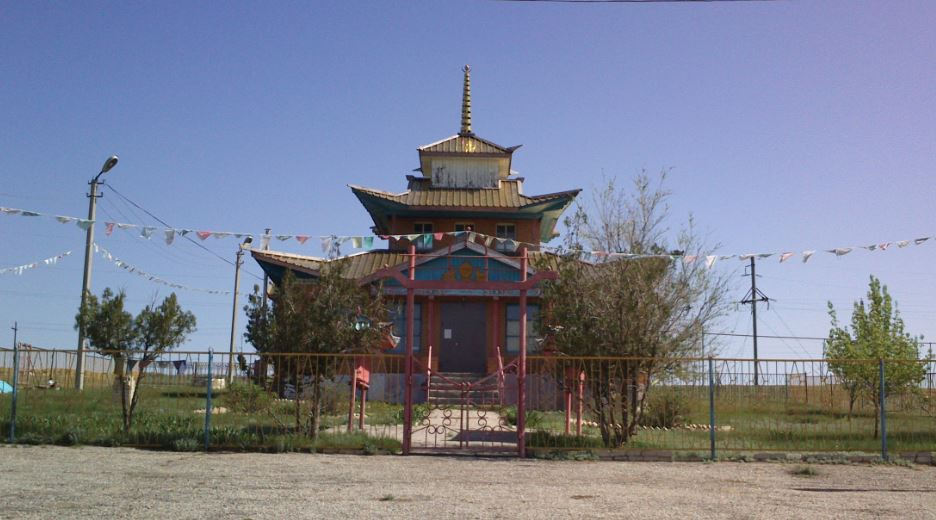
Чёёря-хурул

В 1997 году вновь открыт Чёёря-хурул.

## Население
В конце 1980-х в посёлке проживало около 1100 человек.
| 2002 | 2010 | 2012 |
| ---- | ---- | ---- |
| 893  | ↘868 | ↗914 |

Национальный состав
Согласно результатам переписи 2002 года большинство населения посёлка составляли калмыки (81 %)

## Социальная инфраструктура
В посёлке расположены дом культуры, библиотека, несколько магазинов. Образование жители посёлка получают в детском саду «Отхн» и Ики-Чоносовской средней общеобразовательной школе имени С. О. Дорджиева. Медицинское обслуживание обеспечивают фельдшерско-акушерский пункт и Целинная центральная районная больница, расположенная в селе Троицкое.
Посёлок электрифицирован и газифицирован, в 2015 году открыт водопровод.

## Улицы
| - Городовикова - Дорджиева - Дорджиева (переулок) - Заречная | - Комсомольская - Комсомольский (переулок) - Ленина - Ленина (переулок) | - Очирова - Санджиева - Санджиева (переулок) |  |

## Достопримечательности
- Чёёря-хурул — открыт 6 июля 1997 года — в день рождения Его Святейшества Далай-ламы XIV. Здание двухэтажное, с трехъярусной «парящей» крышей, отливающей золотом черепицей. Перед зданием храма, согласно традиции, в два ряда, слева и справа от входных ворот, установлены кюрде — вращающиеся молитвенные цилиндры, в которые заложены буддийские мантры[33].
- Субурган на месте старого хурула
- Статуя Белого старца.

## Известные жители и уроженцы
- Дорджиев, Санджи Очирович (1928—1975) — Герой Социалистического Труда, чабан совхоза «Ленинский» Целинного района Калмыцкой АССР
- Манджиев, Улюмджи Анджиевич (род. 1938) — селекционер, кандидат биологических наук, почетный гражданин Республики Калмыкия, заместитель председателя Совета старейшин Республики Калмыкия, заслуженный ветеринарный врач.[34]
- Джальджиреев, Цугата Дорджиевич (род. 1920) — участник Великой Отечественной войны.[35]